# حصار قاعدة تفتناز الجوية
حصار قاعدة تفتناز الجوية هو الحصار الذي فرضته قوات الجيش السوري الحر في 3 نوفمبر (تشرين الثاني) 2012 على قاعدة تفتناز الجوية التابعة لقوات الجيش السوري والواقعة في مدينة إدلب في شمال سوريا كجزء من الحرب الأهلية السورية.

## لمحة تاريخية
شنّت قوات المُعارضة السورية في 3 نوفمبر (تشرين الثاني) 2012 هجومًا منسقًا على قاعدة المروحيات التابعة للجيش السوري في بلدة تفتناز الواقعة على بعد كيلومتر واحد من مدينة إدلب. كانت طائرات الهليكوبتر والمروحيات التابعة للجيش السوري تستخدم هذه القاعدة لشن هجمات على معاقل المُعارضين في إدلب عن طريق إلقاء البراميل المتفجرة الأكثر تدميرًا. حوصرت القاعدة بعد الهجوم الأول لعدة أيام بهدف قطع خطوط الإمداد عنها مما سهل للجيش الحر السيطرة على مطار البلدة. وفي الأول أو الثاني من يناير (كانون الثاني) 2013 قام ما يقرب من 700-800 من مقاتلين جبهة النصرة، وأحرار الشام، والطليعة الإسلامية بشن هجوم حاسم على القاعدة. وفي 11 يناير (كانون الثاني) 2013 تمكنت تلك القوات من السيطرة بشكل كامل على قاعدة تفتناز الجوية.